# Somogyszentpál
Somogyszentpál là một thị trấn thuộc hạt Somogy, Hungary. Thị trấn này có diện tích 28,96 km², dân số năm 2010 là 752 người, mật độ 26 người/km².